# Летыня
Летыня (укр. Літиня) — село в Меденичской поселковой общине Дрогобычского района Львовской области Украины.
Население по переписи 2001 года составляло 913 человек. Занимает площадь 25,4 км². Почтовый индекс — 82133. Телефонный код — 3244.

## Известные люди, связанные с селом
- В селе жил и умер Хиляк, Владимир Игнатьевич (1843—1893) — галицко-русский писатель, униатский священник.